# St-Martin (Rustroff)

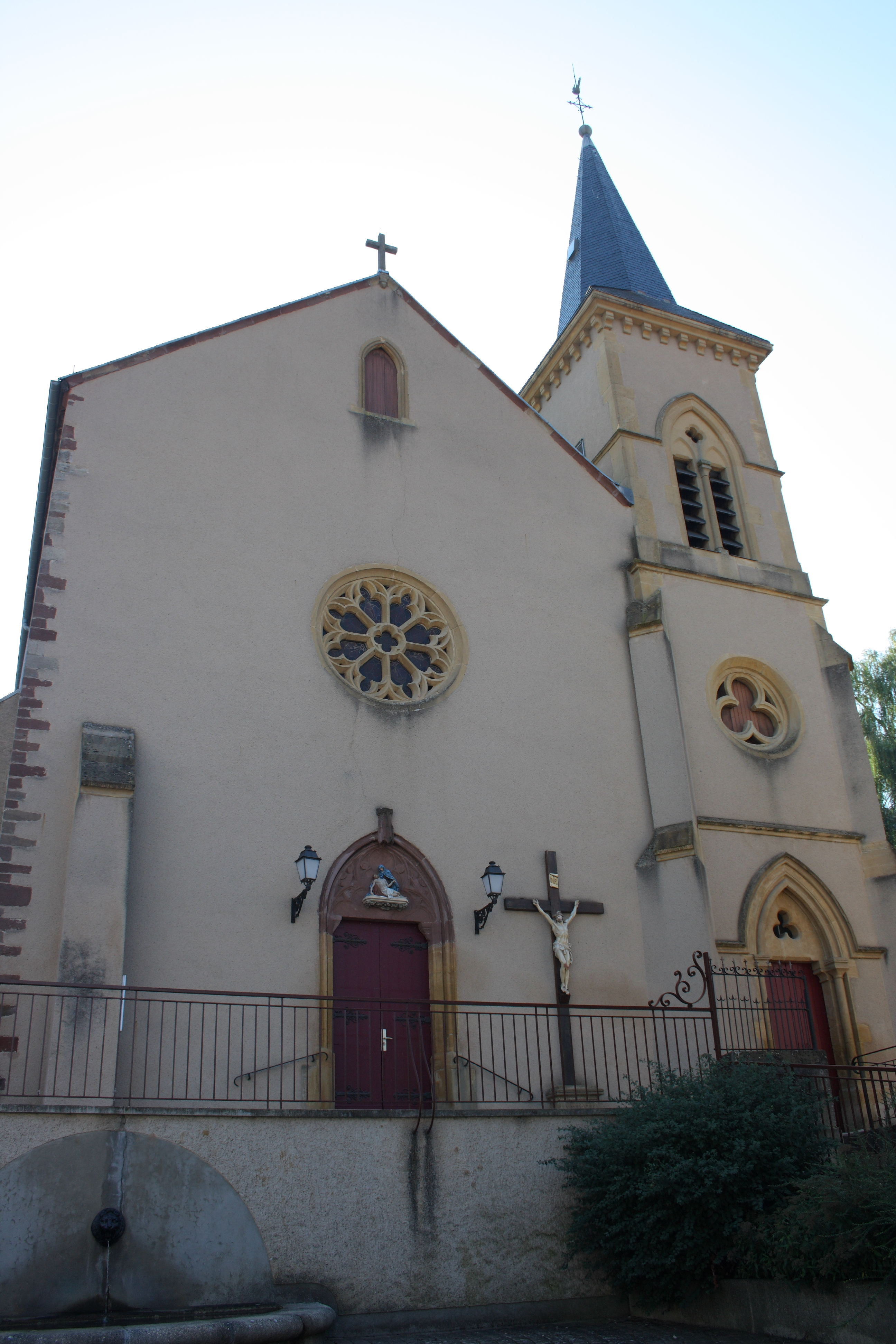
Kirche Saint-Martin in Rustroff

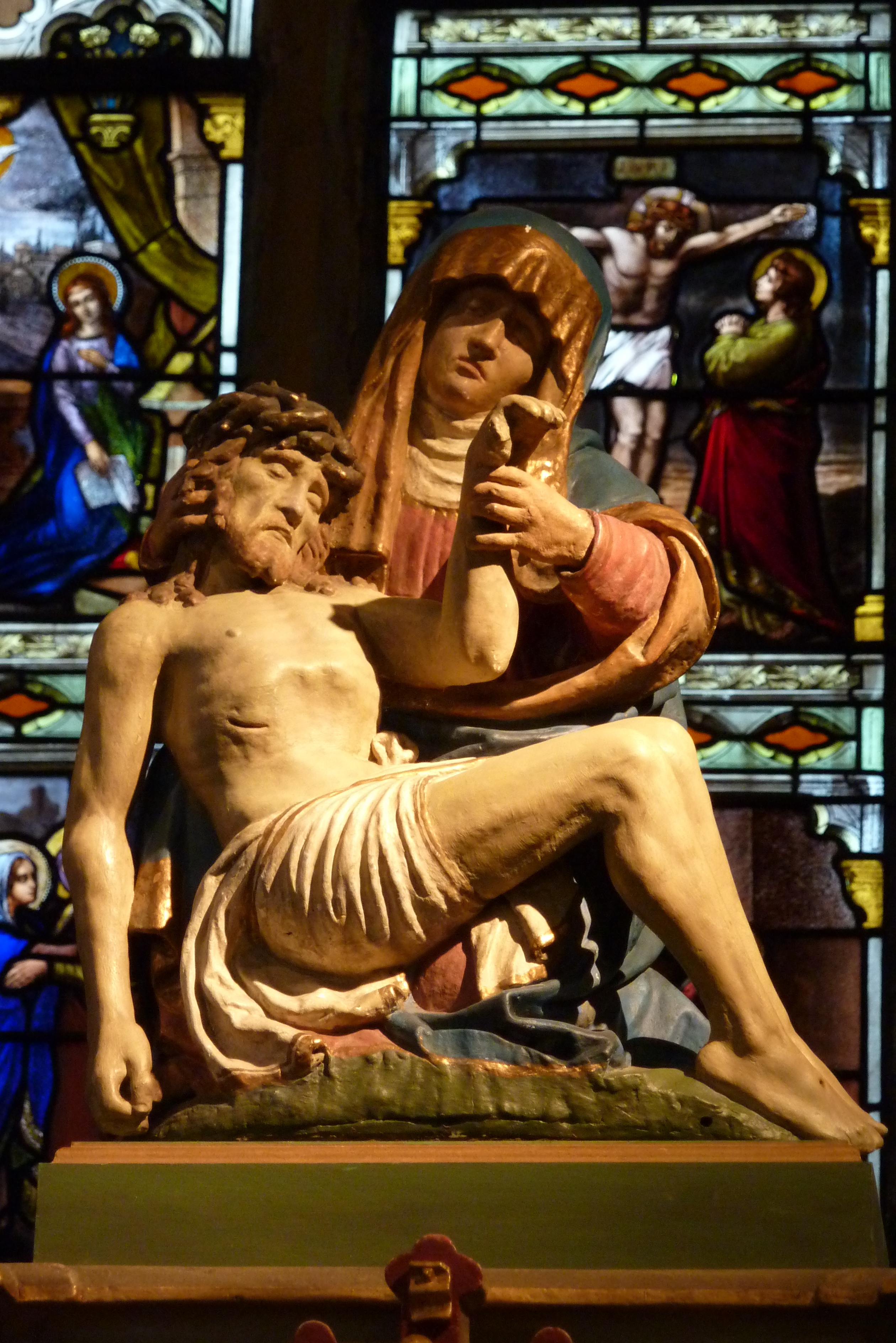
Pietà aus dem 16. Jahrhundert

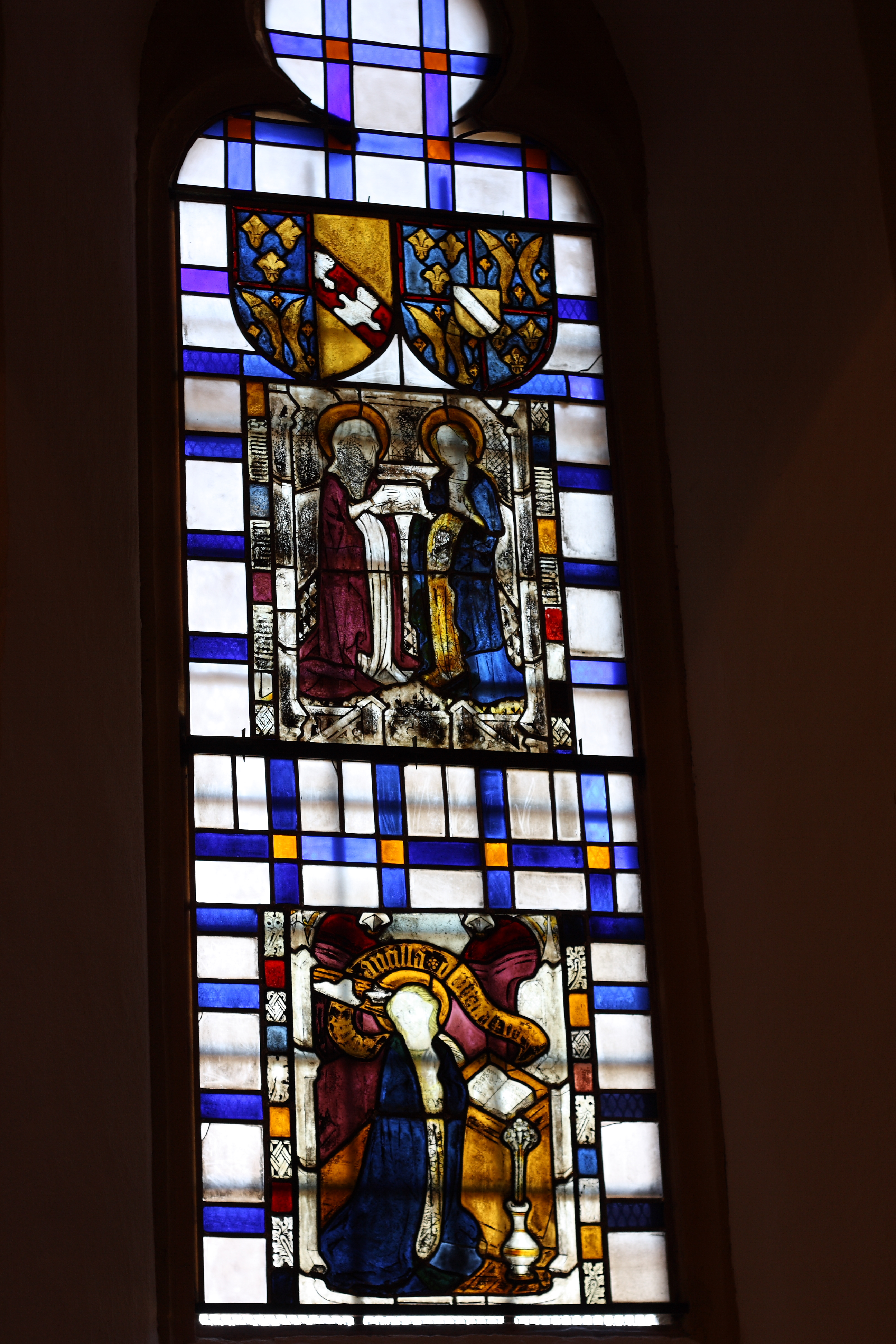
Fenster mit zwei Scheiben aus dem 15. Jahrhundert

Die katholische Pfarrkirche Saint-Martin in Rustroff, einer französischen Gemeinde im Département Moselle in der historischen Region Lothringen, wurde ursprünglich Ende des 13. Jahrhunderts errichtet. Die Kirche besitzt ein Bleiglasfenster aus dem 15. Jahrhundert.

## Geschichte
Eine Kirche in Rustroff ist bereits für das 10. Jahrhundert überliefert. Herzog Matthias I. von Lothringen überließ in einer Urkunde vom 22. Dezember 1158 die Kirche der Abtei von Bouzonville. Zwischen 1270 und 1320 wurde die gotische Kirche errichtet, von der noch der Chor und das Tympanon des Portals erhalten sind. Die zwei Seitenkapellen, Saint Eloi im Norden und Notre-Dame im Süden, wurden zwischen 1431 und 1435 errichtet. Das Kirchenschiff wurde Mitte des 19. Jahrhunderts im neugotischen Stil erneuert und 1870/71 der Glockenturm erbaut.

## Ausstattung
- polychrome Pietà aus Holz, ausgehendes 16. Jahrhundert
- Schnitzaltar vom Anfang des 16. Jahrhunderts

### Bleiglasfenster
Beim Umbau der Kirche im 19. Jahrhundert baute man die erhaltenen Fenster aus dem 15. Jahrhundert im westlichen Fenster der Kapelle Saint Eloi ein. Die beiden Scheiben stellen die Heimsuchung Mariens (oben) und die Verkündigung des Herrn (unten) dar. Darüber sind die Wappen von René I. zu sehen, der die beiden Seitenkapellen stiftete.
Die Fenster aus dem 20. Jahrhundert wurden nach Kartons des heimischen Künstlers Jean Engel in den Werkstätten der Glasmalerei „Frères Linster“ (Mondorf) und „Vitraux d’art de Lorraine“ (Nancy) geschaffen.

### Orgel
Die Orgel wurde 1901 von Franz Staudt in Puttelange eingebaut. Das Instrument wurde zuletzt 1990 von dem Orgelbauer Michel Gaillard restauriert. Es hat Register auf zwei Manualen und Pedal. Die Trakturen sind pneumatisch.
| I Grand Orgue C–g3 |                  |     |
| 1.                 | Bourdon          | 16′ |
| 2.                 | Montre           | 8′  |
| 3.                 | Bourdon          | 8′  |
| 4.                 | Flûte harmonique | 8′  |
| 5.                 | Gamba            | 8′  |
| 6.                 | Octav            | 4′  |
| 7.                 | Doublette        | 2′  |

| II Récit expressif C–g3 |                      |    |
| 8.                      | Flûte bouchée        | 8′ |
| 9.                      | Salicional           | 8′ |
| 10.                     | Vox coelestis        | 8′ |
| 11.                     | Flûte octaviante     | 4′ |
| 12.                     | Trompette harmonique | 8′ |

| Pédale C–d1 |           |     |
| 13.         | Soubass   | 16′ |
| 14.         | Octavbass | 8′  |

- Koppeln II/I (als Normal, Sub- und Superoktavkoppel); I/P, II/P